# Acqua Bene Comune Napoli
Acqua Bene Comune Napoli (acronimo ABC Napoli) è una azienda speciale cui compete la gestione dell'acqua del comune di Napoli.

## Storia
L'acquedotto napoletano viene aperto nel 1885, a seguito dell'epidemia di colera del 1884. Nel 1963 il servizio idrico cittadino diventa municipalizzato e nasce così l'AMAN, acronimo di Azienda Municipale Acquedotto di Napoli. La denominazione ARIN  (Azienda Risorse Idriche Napoli) nasce nel 1996, quando l'azienda viene trasformata in speciale. Nel 2001 diventa società per azioni. Nel 2013, infine, assume la nuova denominazione di ABC Napoli (Acqua Bene Comune) Azienda Speciale.
Al 2021, ABC Napoli è un soggetto a controllo pubblico (Comune di Napoli) che gestisce l'adduzione, la distribuzione di acqua potabile ed il Servizio Fognatura nel Comune di Napoli.

## Organizzazione
ABC Napoli Azienda speciale (già Arin S.p.A.) è oggi una delle più grandi aziende di gestione di risorse idriche del mezzogiorno.
Serve direttamente circa un milione di persone nell’area cittadina di Napoli e circa 900.000 persone servite indirettamente (in sub distribuzione) residenti nelle province di Avellino, Benevento, Napoli e Caserta.